# Габа (Іспанія)
Габа́ (кат. Gavà, вимова літературною каталанською [gə'βa]) — муніципалітет, розташований в Автономній області Каталонія, в Іспанії. Код муніципалітету за номенклатурою Інституту статистики Каталонії — 80898. Знаходиться у районі (кумарці) Баш-Любрагат (коди району — 11 та BT) провінції Барселона, згідно з новою адміністративною реформою перебуватиме у складі баґарії (округи) Барселона. За кількістю населення у 2007 р. місто займало 25 місце серед муніципалітетів Каталонії.

## Назва муніципалітету
Назва муніципалітету походить від іберійського долатинського gabarus — «яр». У 1011 р. фіксувалася форма Geuanum.

## Населення
Населення міста (у 2007 р.) становить 44.678 осіб (з них менше 14 років — 15,7 %, від 15 до 64 — 70,7 %, понад 65 років — 13,5 %). У 2006 р. народжуваність склала 535 осіб, смертність — 269 осіб, зареєстровано 215 шлюбів. У 2001 р. активне населення становило 19.758 осіб, з них безробітних — 2.081 особа.

Серед осіб, які проживали на території міста у 2001 р., 25.090 народилися в Каталонії (з них 10.590 осіб у тому самому районі, або кумарці), 12.998 осіб приїхало з інших областей Іспанії, а 1.727 осіб приїхало з-за кордону. 

Вищу освіту має 10,3 % усього населення. 

У 2001 р. нараховувалося 13.790 домогосподарств (з них 15,8 % складалися з однієї особи, 26,6 % з двох осіб,25,4 % з 3 осіб, 23 % з 4 осіб, 6,3 % з 5 осіб, 2 % з 6 осіб, 0,4 % з 7 осіб, 0,2 % з 8 осіб і 0,2 % з 9 і більше осіб).

Активне населення міста у 2001 р. працювало у таких сферах діяльності: у сільському господарстві — 1,1 %, у промисловості — 25,5 %, на будівництві — 11,3 % і у сфері обслуговування — 62,2 %. 

 У муніципалітеті або у власному районі (кумарці) працює 15.184 особи, поза районом — 10.821 особа.

### Доходи населення
У 2002 р. доходи населення розподілялися таким чином :
| \| Доходи населення за статтями доходів \| Доходи населення за статтями доходів \| Доходи населення за статтями доходів \| \| Рік \| 2002 р. \| 2001 р. \| \| ------------------------------------ \| ------------------------------------ \| ------------------------------------ \| \| Заробітна платня \| 65,6 % \| 67,3 % \| \| Доходи від ведення бізнесу \| 20,4 % \| 19,4 % \| \| Соціальна допомога \| 14 % \| 13,2 % \| |         |         |
| Доходи населення за статтями доходів |         |         |
| Рік | 2002 р. | 2001 р. |
| Заробітна платня | 65,6 %  | 67,3 %  |
| Доходи від ведення бізнесу | 20,4 %  | 19,4 %  |
| Соціальна допомога | 14 %    | 13,2 %  |

### Безробіття
У 2007 р. нараховувалося 1.603 безробітних (у 2006 р. — 1.715 безробітних), з них чоловіки становили 41,2 %, а жінки — 58,8 %.

## Економіка
У 1996 р. валовий внутрішній продукт розподілявся по сферах діяльності таким чином :
| \| Валовий внутрішній продукт \| Валовий внутрішній продукт \| Валовий внутрішній продукт \| \| Рік \| 1996 р. \| 1991 р. \| \| -------------------------- \| -------------------------- \| -------------------------- \| \| Сільське господарство \| 0,9 % \| 0 % \| \| Промисловість \| 43,3 % \| 0 % \| \| Будівництво \| 6,7 % \| 0 % \| \| Послуги \| 49,1 % \| 0 % \| |         |         |
| Валовий внутрішній продукт |         |         |
| Рік | 1996 р. | 1991 р. |
| Сільське господарство | 0,9 %   | 0 %     |
| Промисловість | 43,3 %  | 0 %     |
| Будівництво | 6,7 %   | 0 %     |
| Послуги | 49,1 %  | 0 %     |

### Підприємства міста

#### Промислові підприємства
| \| Промислові підприємства міста, за сферою діяльності \| Промислові підприємства міста, за сферою діяльності \| Промислові підприємства міста, за сферою діяльності \| \| Рік \| 2002 р. \| 2001 р. \| \| --------------------------------------------------- \| --------------------------------------------------- \| --------------------------------------------------- \| \| Енергетичні та водні ресурси \| 2,6 % \| 2,6 % \| \| Хімія та метали \| 9,3 % \| 8,9 % \| \| Переробка металів \| 43 % \| 42 % \| \| Продукти харчування \| 5,2 % \| 5,2 % \| \| Текстиль \| 7,4 % \| 7,8 % \| \| Виробництво меблів, видання \| 23,7 % \| 24,9 % \| \| Інше \| 8,9 % \| 8,6 % \| \| Усього підприємств \| 270 \| 269 \| |         |         |
| Промислові підприємства міста, за сферою діяльності |         |         |
| Рік | 2002 р. | 2001 р. |
| Енергетичні та водні ресурси | 2,6 %   | 2,6 %   |
| Хімія та метали | 9,3 %   | 8,9 %   |
| Переробка металів | 43 %    | 42 %    |
| Продукти харчування | 5,2 %   | 5,2 %   |
| Текстиль | 7,4 %   | 7,8 %   |
| Виробництво меблів, видання | 23,7 %  | 24,9 %  |
| Інше | 8,9 %   | 8,6 %   |
| Усього підприємств | 270     | 269     |

#### Роздрібна торгівля
| \| Підприємства роздрібної торгівлі міста, за сферою діяльності \| Підприємства роздрібної торгівлі міста, за сферою діяльності \| Підприємства роздрібної торгівлі міста, за сферою діяльності \| \| Рік \| 2002 р. \| 2001 р. \| \| ------------------------------------------------------------ \| ------------------------------------------------------------ \| ------------------------------------------------------------ \| \| Продукти харчування \| 30,3 % \| 31,7 % \| \| Одяг та взуття \| 22,2 % \| 22,6 % \| \| Товари для дому \| 13,5 % \| 13,1 % \| \| Книги та періодичні видання \| 3,1 % \| 3,7 % \| \| Промислова хімічна продукція \| 8,4 % \| 8,1 % \| \| Продукція, пов'язана з транспортними засобами \| 4,2 % \| 3,4 % \| \| Інше \| 18,3 % \| 17,3 % \| \| Усього підприємств \| 770 \| 756 \| |         |         |
| Підприємства роздрібної торгівлі міста, за сферою діяльності |         |         |
| Рік | 2002 р. | 2001 р. |
| Продукти харчування | 30,3 %  | 31,7 %  |
| Одяг та взуття | 22,2 %  | 22,6 %  |
| Товари для дому | 13,5 %  | 13,1 %  |
| Книги та періодичні видання | 3,1 %   | 3,7 %   |
| Промислова хімічна продукція | 8,4 %   | 8,1 %   |
| Продукція, пов'язана з транспортними засобами | 4,2 %   | 3,4 %   |
| Інше | 18,3 %  | 17,3 %  |
| Усього підприємств | 770     | 756     |

#### Сфера послуг
| \| Підприємства міста, що працюють у сфері послуг, за діяльністю \| Підприємства міста, що працюють у сфері послуг, за діяльністю \| Підприємства міста, що працюють у сфері послуг, за діяльністю \| \| Рік \| 2002 р. \| 2001 р. \| \| ------------------------------------------------------------- \| ------------------------------------------------------------- \| ------------------------------------------------------------- \| \| Гуртова торгівля \| 14,3 % \| 14,1 % \| \| Готелі та готельний бізнес \| 17,4 % \| 18,4 % \| \| Транспорт та зв'язок \| 24,2 % \| 24,4 % \| \| Посередницькі фінансові послуги \| 4 % \| 4 % \| \| Послуги підприємствам \| 7 % \| 6,3 % \| \| Послуги фізичним особам \| 24,4 % \| 24,2 % \| \| Нерухомість та ін. \| 8,7 % \| 8,6 % \| \| Усього підприємств \| 1.460 \| 1.380 \| |         |         |
| Підприємства міста, що працюють у сфері послуг, за діяльністю |         |         |
| Рік | 2002 р. | 2001 р. |
| Гуртова торгівля | 14,3 %  | 14,1 %  |
| Готелі та готельний бізнес | 17,4 %  | 18,4 %  |
| Транспорт та зв'язок | 24,2 %  | 24,4 %  |
| Посередницькі фінансові послуги | 4 %     | 4 %     |
| Послуги підприємствам | 7 %     | 6,3 %   |
| Послуги фізичним особам | 24,4 %  | 24,2 %  |
| Нерухомість та ін. | 8,7 %   | 8,6 %   |
| Усього підприємств | 1.460   | 1.380   |

## Житловий фонд
У 2001 р. 8,2 % усіх родин (домогосподарств) мали житло метражем до 59 м2, 55,9 % — від 60 до 89 м2, 25,9 % — від 90 до 119 м2 і
9,9 % — понад 120 м2.

З усіх будівель у 2001 р. 42,8 % було одноповерховими, 25,7 % — двоповерховими, 15,3 % — триповерховими, 5,5 % — чотириповерховими, 5,7 % — п'ятиповерховими, 1,9 % — шестиповерховими,
2,3 % — семиповерховими, 0,8 % — з вісьмома та більше поверхами.

## Автопарк
| \| Автомобілі, зареєстровані у місті, за призначенням \| Автомобілі, зареєстровані у місті, за призначенням \| Автомобілі, зареєстровані у місті, за призначенням \| \| Рік \| 2006 р. \| 2005 р. \| \| -------------------------------------------------- \| -------------------------------------------------- \| -------------------------------------------------- \| \| Приватні автомобілі \| 70,8 % \| 72 % \| \| Мотоцикли \| 10,4 % \| 9,6 % \| \| Вантажівки \| 15,4 % \| 15,2 % \| \| Трактори \| 0,7 % \| 0,6 % \| \| Автобуси та ін. \| 2,7 % \| 2,6 % \| \| Усього автомобілів \| 28.031 шт. \| 26.649 шт. \| |            |            |
| Автомобілі, зареєстровані у місті, за призначенням |            |            |
| Рік | 2006 р.    | 2005 р.    |
| Приватні автомобілі | 70,8 %     | 72 %       |
| Мотоцикли | 10,4 %     | 9,6 %      |
| Вантажівки | 15,4 %     | 15,2 %     |
| Трактори | 0,7 %      | 0,6 %      |
| Автобуси та ін. | 2,7 %      | 2,6 %      |
| Усього автомобілів | 28.031 шт. | 26.649 шт. |

## Вживання каталанської мови
У 2001 р. каталанську мову у місті розуміли 92,4 % усього населення (у 1996 р. — 91,6 %), вміли говорити нею 63,6 % (у 1996 р. — 60,2 %), вміли читати 65,5 % (у 1996 р. — 60,3 %), вміли писати 40,7 % (у 1996 р. — 33,8 %). Не розуміли каталанської мови 7,6 %.

## Політичні уподобання
У виборах до Парламенту Каталонії у 2006 р. взяло участь 17.004 особи (у 2003 р. — 18.839 осіб). Голоси за політичні сили розподілилися таким чином:
| \| Вибори до Парламенту Каталонії \| Вибори до Парламенту Каталонії \| Вибори до Парламенту Каталонії \| \| Рік \| 2006 р. \| 2003 р. \| \| -------------------------------------- \| ------------------------------ \| ------------------------------ \| \| Конвергенція та Єднання (CiU) \| 25,2 % \| 22,4 % \| \| Соціалістична партія Каталонії (PSC) \| 36,2 % \| 43,7 % \| \| Народна партія (PP) \| 13 % \| 14,2 % \| \| Ініціатива за Каталонію — Зелені (ICV) \| 8,4 % \| 7,4 % \| \| Республіканська лівиця Каталонії (ERC) \| 9,2 % \| 10,5 % \| \| Громадяни — Громадянська партія (C's) \| 5 % \| 0 % \| \| Інші \| 2,9 % \| 1,7 % \| |         |         |
| Вибори до Парламенту Каталонії |         |         |
| Рік | 2006 р. | 2003 р. |
| Конвергенція та Єднання (CiU) | 25,2 %  | 22,4 %  |
| Соціалістична партія Каталонії (PSC) | 36,2 %  | 43,7 %  |
| Народна партія (PP) | 13 %    | 14,2 %  |
| Ініціатива за Каталонію — Зелені (ICV) | 8,4 %   | 7,4 %   |
| Республіканська лівиця Каталонії (ERC) | 9,2 %   | 10,5 %  |
| Громадяни — Громадянська партія (C's) | 5 %     | 0 %     |
| Інші | 2,9 %   | 1,7 %   |

У муніципальних виборах у 2007 р. взяло участь 14.726 осіб (у 2003 р. — 18.259 осіб). Голоси за політичні сили розподілилися таким чином:
| \| Муніципальні вибори \| Муніципальні вибори \| Муніципальні вибори \| \| Рік \| 2007 р. \| 2003 р. \| \| -------------------------------------- \| ------------------- \| ------------------- \| \| Конвергенція та Єднання (CiU) \| 7,7 % \| 9,3 % \| \| Соціалістична партія Каталонії (PSC) \| 50,2 % \| 51 % \| \| Народна партія (PP) \| 14,9 % \| 13,9 % \| \| Ініціатива за Каталонію — Зелені (ICV) \| 10,6 % \| 6,9 % \| \| Республіканська лівиця Каталонії (ERC) \| 10,7 % \| 8 % \| \| Громадяни — Громадянська партія (C's) \| 0 % \| 0 % \| \| Інші \| 5,8 % \| 10,8 % \| |         |         |
| Муніципальні вибори |         |         |
| Рік | 2007 р. | 2003 р. |
| Конвергенція та Єднання (CiU) | 7,7 %   | 9,3 %   |
| Соціалістична партія Каталонії (PSC) | 50,2 %  | 51 %    |
| Народна партія (PP) | 14,9 %  | 13,9 %  |
| Ініціатива за Каталонію — Зелені (ICV) | 10,6 %  | 6,9 %   |
| Республіканська лівиця Каталонії (ERC) | 10,7 %  | 8 %     |
| Громадяни — Громадянська партія (C's) | 0 %     | 0 %     |
| Інші | 5,8 %   | 10,8 %  |